# Карл-Гайнц Ертель
Карл-Гайнц Ертель (нім. Karl-Heinz Ertel; 26 листопада 1919, Люнен — 25 січня 1993, Лангенберг) — німецький офіцер, гауптштурмфюрер резерву СС. Кавалер Лицарського хреста Залізного хреста.

## Звання
- Манн СС (1938)
- Унтершарфюрер резерву СС (1939)
- Обершарфюрер резерву СС (1940)
- Унтерштурмфюрер резерву СС (1941)
- Оберштурмфюрер резерву СС (1942)
- Гауптштурмфюрер резерву СС (1944)

## Нагороди
- Медаль «За зимову кампанію на Сході 1941/42» (10 вересня 1942)
- Залізний хрест
  - 2-го класу (19 жовтня 1942)
  - 1-го класу (7 січня 1943)
- Орден Хреста Свободи 4-го класу з мечами (Фінляндія; 21 жовтня 1942)
- Штурмовий піхотний знак в сріблі (15 грудня 1942)
- Нагрудний знак ближнього бою в бронзі (7 травня 1943)
- Лицарський хрест Залізного хреста (23 серпня 1944) — як ад'ютант 49-го танково-гренадерського полку СС «Де Рюйтер».
- Нагрудний знак «За поранення» в чорному